# Орловский областной комитет КПСС
Орловский областной комитет КПСС — руководящий партийный орган областной организации Коммунистической партии Советского Союза, существовавший в Орловской области с 1937 по 1991 год. Являлся высшим органом  областной организации КПСС между областными конференциями КПСС. Образован вместе с областью на части территории Курской области. Располагался в областном центре – городе Орле.
Комитет избирался областными конференциями КПСС. Занимался реализацией решений областных конференций, организацией и утверждением районных партийных организаций Орловской области, выполнением решений ЦК партии. Подчинялся (до 1990 года) Центральному комитету КПСС ( с 1990 – ЦК коммунистической партии РСФСР).
Для повседневного руководства работой областной партийной организации обком избирал бюро, а для рассмотрения текущих вопросов и проверки их исполнения создавал секретариат. На пленумах комитетов утверждались также председатели партийных комиссий, заведующие отделами этих комитетов, редакторы партийных газет и журналов. Для рассмотрения текущих вопросов и проверки их исполнения создавался секретариат. Пленум областного комитета созывался не реже одного раза в четыре месяца.
Высшим должностным лицом областной организации КПСС являлся первый секретарь, избиравшийся на пленуме областного комитета КПСС по предложению секретариата Центрального Комитета КПСС. Кандидатуры второго (как правило, отвечал за организационные вопросы) и третьего секретарей (как правило, отвечал за идеологические вопросы) согласовывались также с секретариатом ЦК КПСС.
Обком КПСС отвечал за проведение политики партии в области, вёл политическую и организаторскую работу по выполнению всеми государственными и общественными организациями директив и решений партии, указаний её Центрального комитета, проводил идеологическую работу, руководил работой Советов депутатов трудящихся, профсоюзов, комсомола и других организаций, а также средств массовой информации через работающих в них коммунистов, решал социально-экономические задачи, контролировал деятельность учреждений науки, культуры, образования, занимался подбором и расстановкой руководящих кадров, организацией учреждений партии в пределах области.

## Первые секретари
- 1937—1938 — Анисимов, Павел Алексеевич
- 1938—1941 — Бойцов, Василий Иванович
- 1941—1944 — Матвеев, Александр Павлович
- 1944—1948 — Игнатов, Николай Григорьевич
- 1948—1951 — Крылов, Леонид Иванович
- 1951—1954 — Волков, Иван Алексеевич
- 1954—1955 — Васильев, Фёдор Романович
- 1955—1960 — Марков, Василий Сергеевич
- 1960—1965 — Игнатов, Николай Фёдорович[1]
- 1965—1970 — Соколов, Тихон Иванович
- 1970—1985 — Мешков, Фёдор Степанович
- 1985—1989 — Строев, Егор Семёнович
- 1989—1991 — Володин, Николай Андреевич
- 1991—1991 — Лабейкин, Александр Алексеевич

## Вторые секретари
- 1937 — 1938 — Анисимов, Павел Алексеевич
- 1938 — 1939 — Фомин, Родион Афанасьевич
- ? — 1941 — Моняков, Максим Платонович
- 1941 — 1944 — Игнатов, Николай Григорьевич
- 1945 — 1947 — Афанасьев, Илларион Афанасьевич

- 1951 — 1952 — Румянцев, Михаил Михайлович
- 1952 — 1953 — Филатов, Иван Николаевич
- 1954 — 1955 — Аронов, Василий Петрович
- 1955 — 1958 — Русанов, Николай Петрович
- 1958 — 1962 — Мешков, Фёдор Степанович[2]
- 1962 — 1964 — Потехин, Николай Алексеевич[3][4]
- 1965 — 1970 — Свешников, Иван Петрович
- 1970 — 1978 — Крупский, Виктор Иосифович
- 1978 — 1985 — Васильковский, Александр Ефремович
- в 1988 — Алёшин, Алексей Николаевич